# ستيفن إيكولدت
ستيفن إيكولدت (بالإنجليزية: Steven Eckholdt)‏ هو ممثل أمريكي، ولد في 6 سبتمبر 1961 بلوس أنجلوس في الولايات المتحدة.

## أعمال

### مسلسلات
- إن سي آي إس
- ربات بيوت يائسات
- ميامي
- كاسل
- كولد كيس

## وصلات خارجية
- ستيفن إيكولدت على موقع IMDb (الإنجليزية)
- ستيفن إيكولدت على موقع ألو سيني (الفرنسية)
- ستيفن إيكولدت على موقع أول موفي (الإنجليزية)
- ستيفن إيكولدت على موقع قاعدة بيانات الأفلام السويدية (السويدية)
- ستيفن إيكولدت على موقع قاعدة بيانات الفيلم (الإنجليزية)
- ستيفن إيكولدت على موقع كينوبويسك (الروسية)